# مونتكيرفت لايتون (كيبك)
مونتكيرفت لايتون (بالإنجليزية: Montcerf-Lytton, Quebec)‏ هي بلدية محلية في كيبيك تقع في كندا في La Vallée-de-la-Gatineau Regional County Municipality. يقدر عدد سكانها بـ 687 نسمة ومساحتها 379.80 كم2 .